# انتخابات ریاست‌جمهوری پرتغال (۲۰۲۱)
انتخابات ریاست‌جمهوری پرتغال (انگلیسی: 2021 Portuguese presidential election) در ۲۴ ژانویه ۲۰۲۱ برگزار شد. رئیس‌جمهور فعلی مارسلو ربلو دی سوسا، برای بار دوم انتخاب شد.
این انتخابات در دوران پاندمی کرونا (کووید ۱۹)در پرتغال برگزار شد و پس از برگزاری انتخابات کشور در حالت قفل به سر می‌برد. رئیس‌جمهور مارسلو ربلو دی سوسا با کسب اکثریت آرا مجدداً انتخاب شد و ۶۰٫۷٪ آرا را به دست آورد. وی برنده نواحی و ۳۰۸ شهرداری کشور شد، این اکثریت برای اولین بار در دموکراسی پرتغال رخ داده است. ربلو دی سوسا حمایت قریب به ۳٫۰۹۲ کلیسای برتر را به دست آورد. این انتخابات همچنین نشان دهنده ظهور نامزد راست افراطی آندره ونچورا، رهبر حزب سیاسی پرتغال بود که با تقریباً ۱۲٪ آرا در رده سوم قرار گرفت. آنا گومس، نماینده پارلمان اروپا و سفیر سابق توانست با کسب ۱۳٪ آرا به دست آورد و مقام دوم را به دست آورد، بهترین نتیجه‌ای که یک نامزد زن در انتخابات ریاست جمهوری پرتغال به دست آورده است. بقیه نامزدها هر کدام بیش از ۵٪ کسب نکردند.
مشارکت عمومی در این انتخابات به ۳۹٫۲ درصد کاهش یافت که به نسبت انتخابات گذشته ۹درصد کاهش را نشان می‌دهد، و این عمدتاً به دلیل ثبت نام خودکار رای‌دهندگان خارج از کشور است. این روش رای‌گیری تعداد رأی دهندگان ثبت شده را تقریباً به ۱۱ میلیون نفر افزایش داد. فقط به تنهایی در پرتغال مشارکت
رای‌دهندگان ۴۵٫۴۵٪ بود که در مقایسه با انتخابات ۲۰۱۶ ۴٫۶ درصد کاهش را نشان می‌دهد. این کمترین افت مشارکت در انتخابات با حضور یک رئیس‌جمهور از ۱۹۸۰ تاکنون بوده است.

## پیشینه
مارسلو ربلو دی سوسا، در ۲۰۱۶با ۵۲ درصد آرا در دور اول انتخاب شد. او در ۹ مارس ۲۰۱۶سوگند یاد کرد و از آن زمان با آنتونیو کوستا، نخست‌وزیر سوسیالیست همکاری دارد.
در پرتغال، رئیس‌جمهور منصب رئیس دولت را برعهده دارد و بیشتر دارای اختیارات تشریفاتی است. با این حال، رئیس‌جمهور نفوذ سیاسی دارد و در صورت بروز بحران می‌تواند پارلمان پرتغال را منحل کند. محل اقامت رسمی رئیس‌جمهور کاخ بلم در لیسبون است.

## نظام انتخاباتی
طبق قوانین پرتغال، نامزدی که در انتخابات شرکت می‌کند باید با اکثریت آرا (۵۰٪ آرا به علاوه یک رأی) را به دست آورد. اگر هیچ نامزدی در دور اول به اکثریت دست نیافت، باید انتخابات دور دوم (یعنی دور دوم که بین دو نامزدی که بیشترین آرا را در دور اول کسب کردند) برگزار شود.
برای نامزد شدن در انتخابات، هر نامزد باید قبل از انتخابات ۷۵۰۰ امضای حمایت به نفع خود جمع کند و به دادگاه قانون اساسی پرتغال ارائه دهد. دادگاه قانون اساسی سپس نامزدهایی را که با واجد شرایط حضور در انتخابات داشته باشند تأیید می‌کند. بیشترین تعداد داوطلب پذیرفته شده در ۲۰۱۶، ۱۰ داوطلب بوده است.
برای انتخابات زودهنگام، رأی دهندگان باید بین ۱۰ تا ۱۴ ژانویه ثبت نام کنند تا واجد شرایط رأی دادن زودهنگام باشند. در مجموع در ابتدای ۲۰۲۱ بالغ بر ۲۴۶٬۸۸۰ رأی دهنده شرکت داشتند. در ۱۷ ژانویه، ۱۹۷۹۰۳ رأی دهنده (۸۰/۱۶ درصد رأی دهندگانی که ثبت نام کرده بودند) در انتخابات شرکت کردند.

## نامزدها
برگه‌های رأی‌گیری که برای انتخابات ریاست جمهوری پرتغال در ۲۰۲۱ مجاز اعلام شدند شامل هفت نامزد بود. پنج نامزد نیز به دلایل امضای ناکافی یا سایر موارد توسط دیوان انتخابات رد شدند و دو نامزد مورد نظر هم قبل از اعلام نامزدهای مجاز اعلام انصراف دادند.

## نتایج
خلاصه۲۴ ژانویه ۲۰۲۱ نتایج انتخابات ریاست‌جمهوری پرتغال
| نامزدها                      | نامزدها                      | احزاب حامی                                    | مرحله اول  | مرحله اول |
| نامزدها                      | نامزدها                      | احزاب حامی                                    | آرا        | %         |
| ---------------------------- | ---------------------------- | --------------------------------------------- | ---------- | --------- |
|                              | مارسلو ربلو دی سوسا          | حزب سوسیال دمکرات (پرتغال), حزب مردم (پرتغال) | ۲٬۵۳۱٬۶۹۲  | ۶۰٫۶۶     |
|                              | آنا گومز                     | مردم–حیوانات–طبیعت، LIVRE                     | ۵۴۰٬۸۲۳    | ۱۲٫۹۶     |
|                              | آندره ونتورا                 | به اندازه کافی (حزب سیاسی پرتغالی)CHEGA       | ۴۹۷٬۷۴۶    | ۱۱٫۹۳     |
|                              | ژوائو فریرا (سیاستمدار)      | حزب کمونیست پرتغال، حزب بوم‌شناس "سبزها"       | ۱۷۹٬۷۶۴    | ۴٫۳۱      |
|                              | ماریسا ماتیاس                | بلوک چپ، جنبش آلترناتیو سوسیالیست             | ۱۶۵٬۱۲۷    | ۳٫۹۶      |
|                              | تیاگو مایان گونسالوز         | ابتکار لیبرال (پرتغال)                        | ۱۳۴٬۹۹۱    | ۳٫۲۳      |
|                              | ویتورینو سیلوا               | واکنش نشان دهید، شامل شود، بازیافت کنید       | ۱۲۳٬۰۳۱    | ۲٫۹۵      |
| آرای معتبر                   | آرای معتبر                   | آرای معتبر                                    | ۴٬۱۷۳٬۱۷۴  | ۱۰۰٫۰۰    |
| آرای سفید                    | آرای سفید                    | آرای سفید                                     | ۴۷٬۱۶۴     | ۱٫۱۱      |
| رای غیرمعتبر                 | رای غیرمعتبر                 | رای غیرمعتبر                                  | ۳۸٬۰۱۸     | ۰٫۸۹      |
| جمع                          | جمع                          | جمع                                           | ۴٬۲۵۸٬۳۵۶  |           |
| ثبت نام کنندگان/میزان مشارکت | ثبت نام کنندگان/میزان مشارکت | ثبت نام کنندگان/میزان مشارکت                  | ۱۰٬۸۴۷٬۴۳۴ | ۳۹٫۲۶     |
| Source: کمیسیون ملی انتخابات |                              |                                               |            |           |

| آرای به اشتراک گذاشته در دور اول | آرای به اشتراک گذاشته در دور اول | آرای به اشتراک گذاشته در دور اول | آرای به اشتراک گذاشته در دور اول | آرای به اشتراک گذاشته در دور اول |
| -------------------------------- | -------------------------------- | -------------------------------- | -------------------------------- | -------------------------------- |
|                                  |                                  |                                  |                                  |                                  |
| Marcelo R. de Sousa              | Marcelo R. de Sousa              |                                  | ۶۰٫۶۶٪                           | ۶۰٫۶۶٪                           |
| Ana Gomes                        | Ana Gomes                        |                                  | ۱۲٫۹۶٪                           | ۱۲٫۹۶٪                           |
| André Ventura                    | André Ventura                    |                                  | ۱۱٫۹۳٪                           | ۱۱٫۹۳٪                           |
| João Ferreira                    | João Ferreira                    |                                  | ۴٫۳۱٪                            | ۴٫۳۱٪                            |
| Marisa Matias                    | Marisa Matias                    |                                  | ۳٫۹۶٪                            | ۳٫۹۶٪                            |
| Tiago Mayan                      | Tiago Mayan                      |                                  | ۳٫۲۳٪                            | ۳٫۲۳٪                            |
| Vitorino Silva                   | Vitorino Silva                   |                                  | ۲٫۹۵٪                            | ۲٫۹۵٪                            |
| Blank/Invalid                    | Blank/Invalid                    |                                  | ۲٫۰۰٪                            | ۲٫۰۰٪                            |